# Борисов, Василий Александрович
Василий Александрович Борисов (22(9) апреля 1914 / 12 апреля 1913 — 20 апреля 1993) — лётчик, гвардии подполковник РККА, участник Великой Отечественной войны, Герой Советского Союза (1942).

## Биография
Василий Борисов родился 22 (9).04.1914 / 12 апреля 1913 года (по документам с 1921 года) в селе Гора Пневиц (ныне — Калязинский район Тверской области).
С 1926 года проживал в Глухово г. Богородска (ныне — Ногинском) Московской области, работал арматурщиком в управлении «Стальстрой», в частности на строительстве Ярославского резинового комбината.
В 1933 году Борисов окончил 3-й Саратовский авиационный техникум , в 1935 году — 2-ю Тамбовскую объединённую школу пилотов и авиатехников. В сентябре 1941 года был назначен командиром авиаэскадрильи авиагруппы особого назначения ГВФ (Аэрофлота) по перегонке самолётов на фронт, неоднократно подавал рапорты с просьбами об отправке на фронт. В 1942 году был переведён в авиационные части Рабоче-крестьянской Красной армии. С января 1942 года — на фронтах Великой Отечественной войны. К июлю 1942 года капитан Василий Борисов командовал звеном 750-го авиаполка авиации дальнего действия СССР.
К июлю 1942 года Борисов совершил 80 боевых вылетов, в ходе которых совершал бомбардировки важных стратегических объектов во вражеском тылу.
Указом Президиума Верховного Совета СССР «О присвоении звания Героя Советского Союза начальствующему составу авиации дальнего действия Красной Армии» от 31 декабря 1942 года за «образцовое выполнение боевых заданий командования на фронте борьбы с немецкими захватчиками и проявленными при этом отвагу и геройство» удостоен высокого звания Героя Советского Союза с вручением ордена Ленина и медали «Золотая Звезда» за номером 769.
5 апреля 1944 года, «за 2 дневных и 250 ночных боевых вылета», гвардии подполковник Борисов был представлен ко второй медали «Золотая Звезда», но был награждён орденом Ленина.
Всего же за годы войны Борисов совершил 286 боевых вылетов (при подсчете полётов по документам военного времени, по послевоенным документам — 318), бомбил Берлин, Данциг, Кёнигсберг, Будапешт, Варшаву, Хельсинки и др. (в общей сложности вылетов в глубокий тыл противника — более 20 раз). В 1946 году в звании гвардии подполковника Борисов был уволен в запас. Первоначально работал в Москве в системе МВД СССР.
В 1947—1952 годах — командир авиаотряда Северной проектно-изыскательской экспедиции «Желдорпроекта» МВД СССР, он возглавил сводный отряд легкомоторной авиации при 501-й стройке. Самолёты типа С-2, По-2, транспортные Си-47, Ли-2, «Боинги», Бе-25, «Бостоны» выполняли аэрофотосъёмку, перевозили различные грузы и пассажиров с использованием лыжных и лодочных шасси.
В 1952—1955 годах занимал должность начальника Управления воздушного транспорта «Дальстроя», из МВД ушёл в запас в звании гвардии полковника. В 1955—1958 годах — командир Магаданской авиагруппы ДВТУ ГВФ, 1958-1959 - обучение на КУНС при ВАУ, в 1959—1961 годах — начальник аэропорта Шереметьево. С 1961 года работал в Полярном управлении Аэрофлота, участвовал в экспедициях на Северный и Южный полюсы. Проживал в городе Лобня Московской области.
Скончался 20 апреля 1993 года. Похоронен в Лобне на кладбище Киово.

## Награды
- Медаль «Золотая Звезда» Героя Советского Союза (31.12.1942)
- два ордена Ленина (31.12.1942, 19.08.1944);
- два ордена Красного Знамени (29.03.1942, 18.07.1945);
- орден Отечественной войны I-й и II-й степени (06.04.1985);
- орден Трудового Красного Знамени
- Медали, в том числе:
  - «За боевые заслуги»;
  - «За оборону Ленинграда»;
  - «За оборону Москвы»;
  - «За оборону Сталинграда»;
  - «За победу над Германией в Великой Отечественной войне 1941—1945 гг.»;
  - «За взятие Кёнигсберга»;
  - «За взятие Берлина»;
  - «Ветеран труда»
- Заслуженный пилот СССР (1968).
- Почётный гражданин города Лобня[3].

## Память
- В его честь названа школа №3 в городе Лобня[6].
- Девятый по счёту самолёт отечественного производства «Sukhoi Superjet 100» (бортовой номер RA-89009), полученный компанией «Аэрофлот», в его честь назван «Василий Борисов»[7]. Позднее в рамках замены самолётов спецификации «LIGHT» на самолёты спецификации «FULL» этим именем был назван самолёт с бортовым номером RA-89027[8].
- На площади Победы Салехарда в память о Герое Советского Союза Василии Борисове, отдавшем несколько лет своей жизни округу, установлена памятная плита.
- На здании штаба аэропорта Воркуты памятная доска .
- На площади Победы в Воркуте мемориальная плита.
- В парке Победы в Калязине на аллее Героев памятная стела.